# Samuel Aguilar
Samuel Aguilar (16 de març de 1933 - 12 de maig de 2013) fou un futbolista paraguaià.

## Selecció del Paraguai
Va formar part de l'equip paraguaià a la Copa del Món de 1958.